# ریوایچی شیمودا علیه ایالت
ریوایچی شیمودا علیه ایالت (انگلیسی: Ryuichi Shimoda v. The State)، این پرونده، پرونده‌ای ناموفق بود که توسط گروهی متشکل از پنج بازمانده از حملات اتمی به هیروشیما و ناگاساکی در دادگاه منطقه‌ای توکیو مطرح شد. این گروه ادعا کردند که این اقدام طبق قوانین جنگ غیرقانونی بوده و از دولت ژاپن به این دلیل که از حق دریافت غرامت از دولت ایالات متحده طبق پیمان سانفرانسیسکو در سال ۱۹۵۱ صرف نظر کرده است، خواستار غرامت شدند.

## پس زمینه
از زمانی که بمباران اتمی هیروشیما و ناگاساکی در جنگ جهانی دوم، بحث حقوقی در مورد این اقدام وجود دارد. در ۱۰ اوت ۱۹۴۵، دولت ژاپن در نامه ای به کمیته بین‌المللی صلیب سرخ خواست تا دولت ایالات متحده را به عنوان جنایتی تحت قوانین بین‌المللی محکوم کند. به دنبال تسلیم ژاپن و فرود اشغال ژاپن، نخست‌وزیر شاهزاده ناروهیکو هیگاشیکونی پیشنهاد داد که در صورت موافقت دولت ایالات متحده با صرف نظر از تقاضای محاکمه جنایتکاران جنگی ژاپنی، هیچ شکایتی در رسانه‌ها یا نهادهای قانونی در مورد استفاده از سلاح هسته ای مطرح نشود. در جریان دادگاه جنایات جنگی توکیو، برخی از وکلای مدافع تلاش کردند تا دادگاه نظامی بین‌المللی خاور دور را متقاعد کنند تا تحقیقات حقوقی در مورد مشروعیت استفاده اولیه از سلاح‌های هسته‌ای را آغاز کند، اما درخواست‌های آنها نادیده گرفته شد.